# Rhizaxinella gracilis
Rhizaxinella gracilis är en svampdjursart som först beskrevs av Lendenfeld 1897.  Rhizaxinella gracilis ingår i släktet Rhizaxinella och familjen Suberitidae. Inga underarter finns listade i Catalogue of Life.